# San Martín de Don
San Martín de Don es una localidad del municipio burgalés de Valle de Tobalina, en la Comunidad Autónoma de Castilla y León (España). 
La iglesia está dedicada a san Martín obispo.

## Localidades limítrofes
Confina con las siguientes localidades:
- Al norte con Plágaro.
- Al sureste con Tobalinilla.
- Al sur con Orbañanos.
- Al oeste con Santa María de Garoña.

## Demografía
Evolución de la población
| Gráfica de evolución demográfica de San Martín de Don entre 2000 y 2017 |
|                                                                         |
| Población de derecho (2000-2017) según el padrón municipal del INE      |

## Historia
Así se describe a San Martín de Don en el tomo VII del Diccionario geográfico-estadístico-histórico de España y sus posesiones de Ultramar, obra impulsada por Pascual Madoz a mediados del siglo XIX:

Villa en la provincia, diócesis, audiencia territorial y capitanía general de Burgos (13 leguas), partido judicial de Villarcayo (5), ayuntamiento titulado del valle de Tobalina. Situada a la margen izquierda del Ebro, con buena ventilación y clima sano, no padeciéndose por lo común más enfermedades que las estacionales. Tiene 47 casas, iglesia parroquial bajo la advocación de San Martín, servida por un cura párroco y un medio racionero; un convento de monjas, cementerio en paraje ventilado y buenas aguas para el consumo de los habitantes. Confina N Barredo; E Plagaro; S Tobalinilla, y O Mijaralengua. El terreno es de mediana calidad, comprendiendo un gran pinar situado cerca de la población. Los caminos son de pueblo a pueblo, y las producciones trigo, cebada, legumbres y vino; ganado vacuno y lanar, y caza de liebres y perdices. Industria: la agrícola. Población: 31 vecinos, 116 almas. Capital productivo: 808.600 reales. Imponible: 39.705.
Diccionario geográfico-estadístico-histórico de España y sus posesiones de Ultramar